# Chelycypraea testudinaria
Ốc heo hay ốc rùa (Danh pháp khoa học: Chelycypraea testudinaria) là loài ốc biển thuộc họ Cypraeidae, chúng là một loài ốc có bề ngoài bắt mắt.

## Đặc điểm
Vỏ hình trụ, dài 125 mm, nặng, chắc. Mặt lưng màu nâu sẫm, gần bụng màu nâu nhạt có những ốm tròn màu nâu sẫm. Mặt bụng màu vàng, răng thô, ngắn, không lan ra hai bên bờ bụng. Sống trên cá rạn san hô vùng dưới triều.
Thường gặp trên các rạn san hô sống, xa cửa sông nước trong. Là loài ốc qúy hiếm đối với Việt Nam cũng như trên thế giới. Hình dáng và màu sắc đẹp, có giá trị mỹ nghệ và sưu tập. Sống tập trung ở Quảng Ngãi (đảo Lý Sơn), Khánh Hòa.